# Amphipoea albicosta
Amphipoea albicosta là một loài bướm đêm trong họ Noctuidae.